# Kuolusaari
Kuolusaari eller Ruumissaari eller Ruumissaari är en ö i Finland.  Ordet kuolusaari Åsyftar att ön har varit en begravningsplats. Ön ligger i sjön Kalmarinselkä och i kommunen Saarijärvi och landskapet  Mellersta Finland. Öns area är 0,8 hektar och dess största längd är 110 meter i nord-sydlig riktning.